# Elsa Cárdenas
Elsa Cárdenas Rentería (Baja California, 3 de agosto de 1935) es una actriz mexicana. 
Entre sus trabajos más destacados se encuentra su participación en las películas Giant (1956), Felicidad (1957), Fun in Acapulco (1963), Casa de mujeres (1966), y La señora Muerte (1969), mientras que en telenovelas destaca por trabajos como El amor tiene cara de mujer (1971), Carrusel (1989), Alma rebelde (1999), La otra (2002), Fuego en la sangre (2008), y Lo imperdonable (2015). 

## Biografía y carrera

### 1935-1953: primeros años
Elsa Cárdenas Rentería nació el 3 de agosto de 1935 en Baja California, siendo hija de Víctor Cárdenas y Hortensia Rentería. A pesar de haber nacido en dicha entidad no vivió por mucho tiempo en ella, ya que debido a algunos compromisos de viaje que su padre tenía, ella, su hermana y su madre, fueron llevadas a vivir a la ciudad de Nogales, Sonora, donde permanecieron con él hasta que murió cuando ella tenía tres años de edad. Posteriormente, las tres fueron apoyadas por las hermanas de su papá y su abuelo paterno, por lo que se trasladaron a vivir con ellos a Tijuana. Como dicha ciudad conecta con la frontera de Estados Unidos y en ese entonces no se requería de pasaporte para poder cruzar a ese país, Cárdenas curso su educación preescolar en Estados Unidos, donde aprendió a leer y rezar en inglés.
Residiendo en Tijuana, entre los cuatro y cinco años de edad y siendo apoyada por sus tías, tuvo sus primeras incursiones en el mundo artístico, desempeñándose como recitadora de poemas para un programa de radio llamado La hora del cuento, donde se presentaba como la «pequeña Berta Singerman». Tres años después, cuando cumplió ocho años, sus familiares se la llevaron a vivir a la Ciudad de México, donde la inscribieron en el «Colegio Teresiano del Sagrado Corazón de Jesús», un internado escolar católico en el que realizó su formación primaria, y donde además solía montar obras teatrales con ayuda de sus compañeras internas.

### 1953-1959: inicios y éxito actoral
Luego de terminar de estudiar la secundaria, tenía pensado estudiar química, pero su abuelo la desalentó a hacerlo. Debido a esto, decidió instruirse en dos campos profesionales que eran de su interés, y de esta forma, por las mañanas iba a la preparatoria y estudiaba la carrera técnica de decoración en el colegio católico Universidad Motolinía, y a escondidas de su familia mintiéndoles diciendo que iba a clases de inglés, en las tardes se preparaba como actriz en la Academia de Andrés Soler, perteneciente a la Asociación Nacional de Actores (ANDA), institución que ella misma se pagaba con el dinero que ganaba trabajando como empleada general en la mencionada academia. Al cumplir 18 años, eligió abandonar la carrera de decoración para meterse de lleno a la actuación, porque en la escuela donde estudiaba la antedicha profesión le habían pedido que abandonara sus cursos como actriz. Cuando su familia se entero de su decisión y de que había mentido con haber estado estudiando inglés, provocó su enojo, especialmente el de su abuelo, pues era el que pagaba sus estudios como decoradora, quien la reprendió diciéndole que en «su familia no habían habido payasos, y si ella quería serlo, sería payasa sola». No obstante, la apoyaron ayudándole a costear los gastos de su escuela de actuación, y a la postre, sus esfuerzos dieron frutos, siendo así que en 1953 hizo su debut actoral profesional en el cine, interpretando a María Josefa Juárez, hermana del expresidente mexicano Benito Juárez, en El joven Juárez, una película biográfica sobre este último que se estrenó en 1954.
Su debut se dio durante el transcurso de la Época de Oro del cine mexicano, logrando participar en cintas como El jinete (1954), Magdalena (1955), Estafa de amor (1955), Los margaritos (1956), y El médico de las locas (1956), todas pertenecientes a dicho periodo cinematográfico que concluyó en 1956. Un año antes, trabajo en la cinta mexicanoestadounidense The Brave One, con la que pudo retomar el idioma inglés únicamente leyendo e intentando pronunciar palabras en esa lengua. En las filmaciones del antedicho filme, un cazador de talentos estadounidense le informó que se buscaba a una joven actriz mexicana que pudiera participar en un papel de la película estadounidense Giant que se encontraba en producción, así que ella le proporcionó algunas fotografías publicitarias suyas para ver si tenía la suerte de ser elegida. Como en tres semanas no recibió ninguna respuesta del caza talentos, tomó la iniciativa de ir ella misma en persona a hacer una audición, donde fue recibida por el director de cine George Stevens, quien dirigió la película. Después de que este último le hizo una prueba para el papel, Cárdenas logró conseguirlo y de esta forma se convirtió en una de las artistas de la era dorada de Hollywood, sumado a su estatus como actriz de la Época de Oro del cine mexicano. Giant fue un éxito comercial, además de lograr obtener diez nominaciones a los premios Óscar de 1957, y ser la producción de la que formó parte a la que describió como «una de las películas más importantes del siglo pasado» y «la película más querida y apreciada en la que trabajo». Justo en 1957, destacó por su papel protagónico en el filme mexicano Felicidad, proyecto que durante el Festival Internacional de Cine de Berlín de 1957, fue nominado a un premio Oso de oro en la categoría a mejor película. El mismo año, se casó con Guy Preston Patton, con quien solamente duró unida en matrimonio hasta 1958.

### 1959-1971: televisión y consagración como actriz
En 1959, debutó para la televisión en Estados Unidos, interviniendo en las series Dick Powell's Zane Grey Theater, Black Saddle, y Have Gun – Will Travel, mientras que en México en 1960, hizo su debut televisivo en la telenovela Pecado mortal.

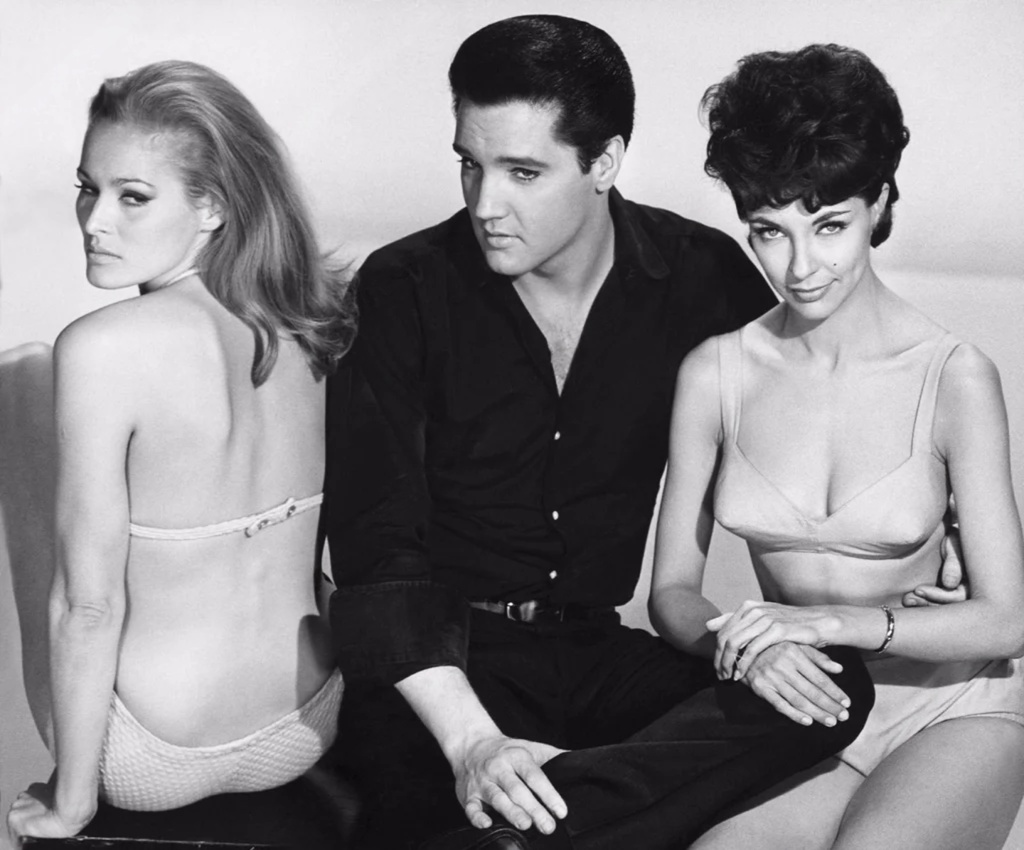
Cárdenas junto a Elvis Presley y Ursula Andress, en Fun in Acapulco (1963).

En 1962, realizó un casting para coprotagonizar junto al cantante y actor Elvis Presley, la película estadounidense Fun in Acapulco. Gracias a sus habilidades histriónicas y a la ayuda de su entonces novio, el actor estadounidense Budd Boetticher, logró quedarse con el papel de Dolores Gómez, una enamorada de Mike Windgren, el personaje de Elvis en la cinta. Durante la filmación, sostuvo un breve amorío con él, aún cuando ella seguía siendo novia de Boetticher, y él se encontraba comprometido con la que sería su futura esposa, Priscilla Presley. Esto último causó la ruptura amorosa entre los dos, decidiendo ser solo amigos, amistad que siguieron manteniendo algunos años después, hasta que por último perdieron contacto.
Continuando con su alternancia fílmica entre México y Estados Unidos a partir de mediados de los años sesenta, hasta inicios de los setenta, entre sus trabajos más destacados en cine se incluyeron películas como Taggart (1964), Juan Colorado (1966), Casa de mujeres (1966), La isla de los dinosaurios (1967), El camino de los espantos (1967), The Wild Bunch (1969), La señora Muerte (1969), Santo contra los asesinos de la Mafia (1969), Jesús, nuestro Señor (1971), Santo contra la mafia del vicio (1971), y Teenage Tease (1971), también conocida como Bleep, y en televisión sobresalió por producciones como Tarzan (1966), Lo que no fue (1969), y El amor tiene cara de mujer (1971).

### 1971-2023: vida académica y trabajos posteriores
De acuerdo a lo dicho por ella, en 1971, tras haber forjado una sobresaliente carrera como actriz tanto en México como en Estados Unidos, tomó la determinación de concluir sus estudios académicos. De este modo, curso el bachillerato abierto en una preparatoria localizada en una dependencia pública de la Secretaría del Trabajo y Previsión Social (STPS). Una vez terminada su preparatoria, realizó el examen de admisión a la licenciatura para ingresar a estudiar a la Universidad Nacional Autónoma de México (UNAM), el cual logró pasar con éxito y posteriormente se inscribió a la Facultad de Ciencias Políticas y Sociales, donde inicialmente eligió estudiar la carrera de sociología en el turno vespertino. En 1975, contrajo matrimonio por segunda ocasión con Álvaro Torreblanca Otawi, un abogado que había sido amigo suyo en su adolescencia. Luego de haber sufrido un aborto espontáneo la primera vez que procrearon un bebe, fue en 1978 que al fin pudieron engendrar a su primer y único retoño juntos, una niña a la que bautizaron como Paola Cárdenas. Con el nacimiento de su hija, en su cuarto semestre de estudios decidió cambiarse a la carrera de comunicación en horario abierto, lo que le permitió asistir a estudiar los días sábados para poder cuidar ella, y también le ayudó a poder cumplir con sus agenda como actriz. Finalmente, en 1987 concluyó sus estudios y se recibió como comunicóloga, además de ya contar con experiencia laboral, dado que durante su curso trabajó en la coordinación de comunicación de su facultad, primero como secretaria técnica y después como secretaria académica.
Consagrada actoral, profesional y académicamente, Cárdenas se mantuvo activa como actriz por varios años más hasta concluido el siglo veinte, e iniciado el siglo veintiuno, trabajando principalmente en televisión. Algunos de los proyectos que le dieron notoriedad en cine en esta última etapa de su carrera, abarcaron cintas como Un corazón para dos (1990) y Viernes trágico (1990), mientras que en televisión intervino destacadamente en emisiones como El precio de la fama (1987), Carrusel (1989), Pobre niña rica (1995), Esmeralda (1997), La mentira (1998), Alma rebelde (1999), La otra (2002), Fuego en la sangre (2008), La rosa de Guadalupe (2010), Teresa (2011), y Amores verdaderos (2013). En 2009, falleció Álvaro, su esposo.
Su trayectoria cinematográfica concluyó en 2011, cuando se estrenó Cartas a Elena, la última película en la que colaboró, y en 2015, actuó en sus dos últimas telenovelas, Hasta el fin del mundo, y Lo imperdonable. Luego de esto, se retiró de la vida profesional, optando por solo hacer apariciones públicas para eventos de cine a los que fuera invitada, o para programas de televisión, tal y como lo hizo en 2023 apareciendo como invitada en el programa de Unicable, Montse y Joe.

## Filmografía

### Cine
| Año  | Título                                  | Papel                        | Notas                                  |
| ---- | --------------------------------------- | ---------------------------- | -------------------------------------- |
| 1954 | El joven Juárez                         | María Josefa Juárez          | [ 6 ]                                  |
| 1954 | El jinete                               | Desconocido                  | No acreditada                          |
| 1955 | Magdalena                               | Elenita                      |                                        |
| 1955 | Estafa de amor                          | Asunción                     |                                        |
| 1956 | Los margaritos                          | Rosalía                      |                                        |
| 1956 | El médico de las locas                  | Desconocido                  | No acreditada                          |
| 1956 | The Brave One                           | Maria                        |                                        |
| 1956 | Giant                                   | Juana Guerra Benedict        | Acreditada como Elsa Cardenas          |
| 1957 | El buen ladrón                          | Desconocido                  |                                        |
| 1957 | La culta dama                           | Eugenia Suárez               |                                        |
| 1957 | Felicidad                               | Ofelia                       | [ 10 ]                                 |
| 1957 | La mujer que no tuvo infancia           | Luisa                        |                                        |
| 1957 | Tierra de hombres                       | Rosita                       |                                        |
| 1958 | Cabaret trágico                         | Lupe Cordova                 |                                        |
| 1958 | ¡Paso a la juventud..!                  | Elsa                         |                                        |
| 1960 | For the Love of Mike                    | Mrs. Eagle                   |                                        |
| 1960 | The Dalton That Got Away                | Nanooni                      | Acreditada como Elsie Cardenas         |
| 1961 | Besito a Papá                           | Marta                        |                                        |
| 1962 | Asesinos de la lucha libre              | Desconocido                  |                                        |
| 1962 | Pueblo de odios                         | Flor del Río                 |                                        |
| 1963 | La fierecilla del puerto                | Desconocido                  | [ 6 ]                                  |
| 1963 | La casa de los espantos                 | Modelo                       | No acreditada                          |
| 1963 | Rostro infernal                         | Bertha Hoffman               |                                        |
| 1963 | Los parranderos                         | Desconocido                  |                                        |
| 1963 | La huella macabra                       | Bertha Hoffman               |                                        |
| 1963 | Of Love and Desire                      | Señora Domínguez             | Acreditada como Elsa Cardenas          |
| 1963 | Un tipo a todo dar                      | Luz                          |                                        |
| 1963 | Fun in Acapulco                         | Dolores Gómez                | Acreditada como Elsa Cardenas          |
| 1964 | Taggart                                 | Consuela Stark               |                                        |
| 1965 | El texano                               | Rosita                       |                                        |
| 1965 | El pueblo fantasma                      | Marta                        |                                        |
| 1965 | Río Hondo                               | Marta                        |                                        |
| 1966 | La recta final                          | Mercedes                     |                                        |
| 1966 | Juan Colorado                           | Isabel Ortigoza              |                                        |
| 1966 | Dos meseros majaderos                   | Susana                       |                                        |
| 1966 | Casa de mujeres                         | María, la marquesa           | También conocida como El hijo de todas |
| 1967 | La isla de los dinosaurios              | Esther                       |                                        |
| 1967 | Los alegres Aguilares                   | Paulina                      |                                        |
| 1967 | El camino de los espantos               | Adelita                      |                                        |
| 1968 | La ley del gavilán                      | Laura                        |                                        |
| 1968 | Despedida de casada                     | Abogada de Raúl              |                                        |
| 1968 | Los asesinos                            | Linda Foster                 |                                        |
| 1968 | Ensayo de una noche de bodas            | Desconocido                  |                                        |
| 1969 | Lauro Puñales                           | María Elena Rodríguez        |                                        |
| 1969 | Minifaldas con espuelas                 | Desconocido                  |                                        |
| 1969 | The Wild Bunch                          | Elsa                         | Acreditada como Elsa Cardenas          |
| 1969 | Peligro...! Mujeres en acción           | S.O.S. agente en Puerto Rico |                                        |
| 1969 | La señora Muerte                        | Julie                        | [ 21 ]                                 |
| 1969 | Santo contra los asesinos de la Mafia   | Desconocido                  |                                        |
| 1971 | Los campeones justicieros               | Elsa                         |                                        |
| 1971 | Jesús, nuestro Señor                    | Herodías                     |                                        |
| 1971 | Santo contra la mafia del vicio         | Elsa                         |                                        |
| 1971 | El ídolo                                | Sara                         |                                        |
| 1971 | Teenage Tease                           | Desconocido                  |                                        |
| 1972 | Santo contra las momias                 | Lina                         | [ 22 ]                                 |
| 1972 | Vals sin fin                            | Susana Jiménez               | [ 6 ]                                  |
| 1973 | Misión imposible                        | Señorita Thomas              |                                        |
| 1973 | Las bestias del terror                  | Desconocido                  |                                        |
| 1973 | Santo contra la magia negra             | Lorna Jordan                 |                                        |
| 1974 | El triunfo de los campeones justicieros | Venus                        |                                        |
| 1974 | El pistolero del diablo                 | Betty Morgan                 |                                        |
| 1976 | La ley del monte                        | Doña Rosario                 |                                        |
| 1981 | Recuerdo de Xochimilco                  | Desconocido                  | Cortometraje                           |
| 1981 | La pachanga                             | Laura, esposa de Alejo       |                                        |
| 1982 | Andante spianato                        | Desconocido                  | Cortometraje                           |
| 1984 | Mamá, soy Paquito                       | Rebeca Falcon                |                                        |
| 1984 | El tonto que hacía milagros             | Mamá de Jacqueline           |                                        |
| 1986 | La vida de nuestro señor Jesucristo     | Herodias                     |                                        |
| 1988 | Los camaroneros                         | Desconocido                  |                                        |
| 1989 | El día de las sirvientas                | Desconocido                  |                                        |
| 1990 | Un corazón para dos                     | Desconocido                  |                                        |
| 1990 | Viernes trágico                         | Desconocido                  |                                        |
| 1992 | Relaciones violentas                    | Desconocido                  |                                        |
| 1992 | El psicópata asesino                    | Mujer madura                 |                                        |
| 2011 | Cartas a Elena                          | Vieja Madrigal               |                                        |

### Televisión
| Año       | Título                          | Papel                                       | Notas                             |
| --------- | ------------------------------- | ------------------------------------------- | --------------------------------- |
| 1959      | Dick Powell's Zane Grey Theater | Marga                                       | Episodio «Trouble at Tres Cruces» |
| 1959      | Black Saddle                    | Rosario                                     | Episodio «Client: Jessup»         |
| 1959      | Have Gun – Will Travel          | Lahri                                       | Episodio: «Tiger»                 |
| 1960      | Pony Express                    | Cayalanee                                   | Episodio: «The Killer»            |
| 1960      | General Electric Theater        | Joven mexicana                              | Episodio: «Hot Footage»           |
| 1960      | Pecado mortal                   | Soledad                                     |                                   |
| 1961      | La honra de vivir               | Desconocido                                 |                                   |
| 1961      | La brújula rota                 | Desconocido                                 |                                   |
| 1962      | Mujercitas                      | Desconocido                                 |                                   |
| 1964      | La piel de Zapa                 | Desconocido                                 |                                   |
| 1966      | Tarzan                          | Doctora Gloria Halverson                    | Episodio: «The Fire People»       |
| 1967      | Rocambole                       | Desconocido                                 |                                   |
| 1967      | Adriana                         | Desconocido                                 |                                   |
| 1969      | El ciego                        | Desconocido                                 |                                   |
| 1969      | Lo que no fue                   | Virginia                                    |                                   |
| 1971      | El amor tiene cara de mujer     | Natalie                                     | [ 17 ]                            |
| 1973      | Los que ayudan a Dios           | Adriana                                     |                                   |
| 1977      | Marcha nupcial                  | Dora                                        |                                   |
| 1979      | Verónica                        | Leonor                                      |                                   |
| 1980      | Colorina                        | Adela                                       |                                   |
| 1982      | Chispita                        | Hermana Socorro                             |                                   |
| 1984      | Principessa                     | Fela                                        |                                   |
| 1984      | Guadalupe                       | Leonor                                      |                                   |
| 1987      | El precio de la fama            | Eloísa                                      |                                   |
| 1989      | Carrusel                        | Desconocido                                 |                                   |
| 1990      | Mi pequeña Soledad              | Bárbara                                     |                                   |
| 1992      | Triángulo                       | Desconocido                                 |                                   |
| 1993      | La última esperanza             | Ninfa                                       | [ 17 ]                            |
| 1995      | Pobre niña rica                 | Alicia viuda de García-Mora                 |                                   |
| 1996–1997 | Luz Clarita                     | Hada Reina                                  |                                   |
| 1997      | Esmeralda                       | Hortencia Lazcano                           | [ 17 ]                            |
| 1997–2005 | Mujer, casos de la vida real    | Varios personajes                           |                                   |
| 1998      | La mentira                      | Helen / La mamá de Karla                    |                                   |
| 1999      | Infierno en el paraíso          | Elsa                                        |                                   |
| 1999      | Alma rebelde                    | Natalia                                     |                                   |
| 2002      | La otra                         | Martha de Guillen / Martha viuda de Guillen |                                   |
| 2006–2007 | Código postal                   | Josefina de Alba                            |                                   |
| 2007      | Amor sin maquillaje             | Modista                                     |                                   |
| 2008      | Fuego en la sangre              | Madre superiora                             |                                   |
| 2009–2010 | Mar de amor                     | Luciana de Irazabal                         |                                   |
| 2010      | La rosa de Guadalupe            | Gloria                                      | Episodio: «La jaula»              |
| 2011      | Teresa                          | Directora de la fundación paloma            |                                   |
| 2013      | Amores verdaderos               | Jueza, enlace Jean Marie & Stéfano          |                                   |
| 2015      | Hasta el fin del mundo          | Desconocido                                 |                                   |
| 2015      | Lo imperdonable                 | Jovita                                      | [ 17 ] [ 23 ]                     |
| 2023      | Montse y Joe                    | Ella misma                                  | Invitada                          |

## Nominaciones

### Premios TVyNovelas
| Año  | Categoría            | Trabajo nominado     | Resultado |
| ---- | -------------------- | -------------------- | --------- |
| 1988 | Mejor primera actriz | El precio de la fama | Nominada  |